# Paspalum biaristatum
Paspalum biaristatum är en gräsart som beskrevs av Tarciso S. Filgueiras och Gerrit Davidse. Paspalum biaristatum ingår i släktet tvillinghirser, och familjen gräs. Inga underarter finns listade i Catalogue of Life.